# Jimmy Luxury
Jimmy Luxury, aussi connu sous le nom de Jimmy Luxury and the Tommy Rome Orchestra, est un groupe d'électro swing-hip-hop américain, originaire de Philadelphie et San Francisco. Le groupe est composé des chanteurs Jimmy Luxury (James Kelleher) et Tommy Rome (James D'Angelo, ancien membre de The Goats).

## Biographie
Le groupe lance un nouveau style de musique qui consiste à rapper sur la musique des années 1950. Le chanteur est décrit comme un croisement entre Frank Sinatra et Flavor Flav[réf. nécessaire]. Jimmy Luxury sort trois albums. Le premier est sorti en 1999 à la fois sous les noms A Night in the Arms of... et My True Love is.... Il contient notamment le morceau Hi-Ball Swing, prémices du genre. Le deuxième album, Hotels, Limousines and Lawn Chairs, sort en 2002. 
En 2007, leur troisième album, The Music Comes from Rome, est instrumental. Le groupe a des chansons qui figurent dans les films Fous d'Irène et Ocean's Eleven, bien que les chansons ne figurent pas sur les bandes originales publiées.  Cha Cha Cha est l'une des chansons les plus mémorables du groupe,.

## Discographie

### Albums studio
- 1999 : A Night in the Arms of...
- 2002 : Hotels, Limousines and Lawn Chairs
- 2007 : The Music Comes from Rome

### EP et singles
- 1997 : Cha Cha Cha
- 1999 : A Night in the Arms of...